# Торгун (хутор)
Торгун (также Тургун) — хутор в Старополтавском районе Волгоградской области России, в составе Торгунского сельского поселения.
Население — 0 (2010)

## История
Дата основания не установлена. До 1941 года — немецкий хутор в составе Палласовского, с 1935 года — Гмелинского кантона АССР немцев Поволжья
28 августа 1941 года был издан Указ Президиума ВС СССР о переселении немцев, проживающих в районах Поволжья. Немецкое население депортировано, совхоз № 98 в составе Гмелинского района отошёл к Сталинградской области (с 1961 года — Волгоградской). В 1950 году в связи с ликвидацией Гмелинского района вошёл в состав Ставрополтавского района области.

## Физико-географическая характеристика
Хутор расположен в степи, в Заволжье, близ государственной границы с Республикой Казахстан, на правом берегу реки Торгун, на высоте около 45-50 метров над уровнем моря. Рельеф местности равнинный. Почвы комплексные: распространены светло-каштановые солонцеватые и солончаковые и солонцы луговатые (полугидроморфные)
Хутор расположен в 9 км к востоку от посёлка Торгун.
Часовой пояс
Торгун, как и вся Волгоградская область, находится в часовой зоне МСК (московское время). Смещение применяемого времени относительно UTC составляет +3:00.

## Население
Динамика численности населения по годам:
| 1926 | 1987 | 2002 |
| ---- | ---- | ---- |
| 159  | ≈180 | 157  |

| 2010 |
| ---- |
| 0    |